# Oxysarcodexia peruviana
Oxysarcodexia peruviana är en tvåvingeart som beskrevs av Guilherme A.M.Lopes 1975. Oxysarcodexia peruviana ingår i släktet Oxysarcodexia och familjen köttflugor. Inga underarter finns listade i Catalogue of Life.